# Liste der Mesonen
Die folgenden Tabellen behandeln Mesonen. Sie enthalten die Grundzustände aller bekannten und vorhergesagten pseudoskalaren (JP = 0−) und Vektormesonen (JP = 1−), sowie die Zustände bekannter Skalarmesonen (JP = 0+), Pseudovektor-Mesonen (JP = 1+) und Tensor-Mesonen (JP = 2±).
Die in den Tabellen verwendeten Formelzeichen sind: {\displaystyle I} (Isospin), {\displaystyle G} (G-Parität), {\displaystyle J} (Gesamtdrehimpuls), {\displaystyle P} (Parität), {\displaystyle C} (C-Parität), {\displaystyle Q} (elektrische Ladung), {\displaystyle S} (Strangeness), {\displaystyle C} (Charm), {\displaystyle B'} (Bottomness), u (Up-Quark), d (Down-Quark), s (Strange-Quark), c (Charm-Quark) und b (Bottom-Quark) sowie die Symbole für die Teilchen selbst.
Es sind jeweils die Eigenschaften und die Quark-Zusammensetzung der Teilchen aufgelistet. Für die zugehörigen Antiteilchen sind Quarks durch Antiquarks zu ersetzen (und umgekehrt) und die Vorzeichen der Quantenzahlen {\displaystyle Q}, {\displaystyle S}, {\displaystyle C} und {\displaystyle B'} kehren sich um. Werte in rot sind durch das Experiment noch nicht sicher bestätigt, aber durch das Quarkmodell vorhergesagt und in Übereinstimmung mit den Messungen.
Die Ziffern in Klammern hinter einem Zahlenwert bezeichnen die Unsicherheit in den letzten Stellen des Wertes. (Beispiel: Die Angabe 134,9766(6) ist gleichbedeutend mit 134,9766 ± 0,0006.)

## Pseudoskalare Mesonen

### Grundzustände
| Teilchen- Name            | Teilchen     | Quark- Zusammen- setzung                                                                  | Anti- Teilchen | Quark- Zusammen- setzung                                                                  | Masse (MeV/c2) % | {\displaystyle I^{G}} | {\displaystyle J^{PC}} | {\displaystyle Q(e)} | {\displaystyle S} | {\displaystyle C} | {\displaystyle B'} | Lebensdauer (s)      | zerfällt vorwiegend in (>5 % der Zerfälle)                                  |
| ------------------------- | ------------ | ----------------------------------------------------------------------------------------- | -------------- | ----------------------------------------------------------------------------------------- | ---------------- | --------------------- | ---------------------- | -------------------- | ----------------- | ----------------- | ------------------ | -------------------- | --------------------------------------------------------------------------- |
| Pion                      | π+           | ud                                                                                        | π−             | du                                                                                        | 139,57039(18)    | 1−                    | 0−                     | +1                   | 0                 | 0                 | 0                  | 2,6033(5) · 10−8     | 99,99 %: μ+ + νμ                                                            |
| Pion                      | π0           | {\displaystyle \mathrm {\tfrac {u{\bar {u}}-d{\bar {d}}}{\sqrt {2}}} \,} (a)              | selbst         | {\displaystyle \mathrm {\tfrac {u{\bar {u}}-d{\bar {d}}}{\sqrt {2}}} \,} (a)              | 134,9768(5)      | 1−                    | 0−+                    | 0                    | 0                 | 0                 | 0                  | 8,52(18) · 10−17     | 98,82 %: γ + γ                                                              |
| η-Meson                   | η            | {\displaystyle \mathrm {\tfrac {u{\bar {u}}+d{\bar {d}}-2s{\bar {s}}}{\sqrt {6}}} \,} (a) | selbst         | {\displaystyle \mathrm {\tfrac {u{\bar {u}}+d{\bar {d}}-2s{\bar {s}}}{\sqrt {6}}} \,} (a) | 547,862(17)      | 0+                    | 0−+                    | 0                    | 0                 | 0                 | 0                  | 5,0(3) · 10−19 (b)   | 39 %: γ + γ 33 %: π0 + π0 + π0 23 %: π+ + π− + π0                           |
| η′-Meson                  | η′ = η′(958) | {\displaystyle \mathrm {\tfrac {u{\bar {u}}+d{\bar {d}}+s{\bar {s}}}{\sqrt {3}}} \,} (a)  | selbst         | {\displaystyle \mathrm {\tfrac {u{\bar {u}}+d{\bar {d}}+s{\bar {s}}}{\sqrt {3}}} \,} (a)  | 957,78(6)        | 0+                    | 0−+                    | 0                    | 0                 | 0                 | 0                  | 3,31(15) · 10−21 (b) | 43 %: π+ + π− + η 29 %: (ρ0 + γ) oder (π+ + π− + γ) 23 %: π0 + π0 + η       |
| η-Meson mit Charm-Quarks  | ηc = ηc(1S)  | c                                                                                         | selbst         | c                                                                                         | 2983,9(5)        | 0+                    | 0−+                    | 0                    | 0                 | 0                 | 0                  | 2,06 · 10−23 (b)     | siehe Zerfallsmoden ηc (PDF; 165 kB)                                        |
| η-Meson mit Bottom-Quarks | ηb = ηb(1S)  | b                                                                                         | selbst         | b                                                                                         | 9398,7(2,0)      | 0+                    | 0−+                    | 0                    | 0                 | 0                 | 0                  | unbekannt            | siehe Zerfallsmoden ηb (PDF; 45 kB)                                         |
| Kaon                      | K+           | us                                                                                        | K−             | su                                                                                        | 493,677(16)      | 1⁄2                   | 0−                     | +1                   | +1                | 0                 | 0                  | 1,2380(20) · 10−8    | 64 %: μ+ + νμ 21 %: π+ + π0 5 %: π0 + e+ + νe 6 %: π+ + π+ + π−             |
| Kaon                      | K0           | ds                                                                                        | K0             | sd                                                                                        | 497,611(13)      | 1⁄2                   | 0−                     | 0                    | +1                | 0                 | 0                  | (c)                  | (c)                                                                         |
| K-Short                   | KS0          | {\displaystyle \mathrm {\tfrac {d{\bar {s}}-s{\bar {d}}}{\sqrt {2}}} \,} (e)              | selbst         | {\displaystyle \mathrm {\tfrac {d{\bar {s}}-s{\bar {d}}}{\sqrt {2}}} \,} (e)              | 497,611(13) (d)  | 1⁄2                   | 0−                     | 0                    | (e)               | 0                 | 0                  | 8,954(4) · 10−11     | 69 %: π+ + π− 30 %: π0 + π0                                                 |
| K-Long                    | KL0          | {\displaystyle \mathrm {\tfrac {d{\bar {s}}+s{\bar {d}}}{\sqrt {2}}} \,} (e)              | selbst         | {\displaystyle \mathrm {\tfrac {d{\bar {s}}+s{\bar {d}}}{\sqrt {2}}} \,} (e)              | 497,611(13) (d)  | 1⁄2                   | 0−                     | 0                    | (e)               | 0                 | 0                  | 5,116(21) · 10−8     | 40 %: π± + e∓ + νe 27 %: π± + μ∓ + νμ 19 %: π0 + π0 + π0 12 %: π+ + π− + π0 |
| D-Meson                   | D+           | cd                                                                                        | D−             | dc                                                                                        | 1869,65(5)       | 1⁄2                   | 0−                     | +1                   | 0                 | +1                | 0                  | 1,040(7) · 10−12     | siehe Zerfallsmoden D+ (PDF; 358 kB)                                        |
| D-Meson                   | D0           | cu                                                                                        | D0             | uc                                                                                        | 1864,83(5)       | 1⁄2                   | 0−                     | 0                    | 0                 | +1                | 0                  | 4,101(15) · 10−13    | siehe Zerfallsmoden D0 (PDF; 639 kB)                                        |
| D-Meson mit Strangeness   | Ds+          | cs                                                                                        | Ds−            | sc                                                                                        | 1968,34(7)       | 0                     | 0−                     | +1                   | +1                | +1                | 0                  | 5,04(4) · 10−13      | siehe Zerfallsmoden Ds+ (PDF; 273 kB)                                       |
| B-Meson                   | B+           | ub                                                                                        | B−             | bu                                                                                        | 5279,34(12)      | 1⁄2                   | 0−                     | +1                   | 0                 | 0                 | +1                 | 1,638(4) · 10−12     | siehe Zerfallsmoden B+ (PDF; 966 kB)                                        |
| B-Meson                   | B0           | db                                                                                        | B0             | bd                                                                                        | 5279,65(12)      | 1⁄2                   | 0−                     | 0                    | 0                 | 0                 | +1                 | 1,519(4) · 10−12     | siehe Zerfallsmoden B0 (PDF; 1,2 MB)                                        |
| B-Meson mit Strangeness   | Bs0          | sb                                                                                        | Bs0            | bs                                                                                        | 5366,88(14)      | 0                     | 0−                     | 0                    | −1                | 0                 | +1                 | 1,515(4) · 10−12     | siehe Zerfallsmoden Bs0 (PDF; 221 kB)                                       |
| B-Meson mit Charm         | Bc+          | cb                                                                                        | Bc−            | bc                                                                                        | 6274,9(8)        | 0                     | 0−                     | +1                   | 0                 | +1                | +1                 | 5,10(9) · 10−13      | siehe Zerfallsmoden Bc+ (PDF; 51 kB)                                        |

### Weitere Zustände
| Teilchen | Masse (MeV/c2) | {\displaystyle I^{G}} | {\displaystyle J^{PC}} | {\displaystyle S} | {\displaystyle C} | {\displaystyle B'} | zerfällt vorwiegend in (>5 % der Zerfälle) |
| -------- | -------------- | --------------------- | ---------------------- | ----------------- | ----------------- | ------------------ | ------------------------------------------ |
| η(1295)  | 1294 ± 4       | 0+                    | 0−+                    | 0                 | 0                 | 0                  |                                            |
| π(1300)  | 1300 ± 100     | 1−                    | 0−+                    | 0                 | 0                 | 0                  |                                            |
| η(1405)  | 1408,8 ± 2,0   | 0+                    | 0−+                    | 0                 | 0                 | 0                  |                                            |
| η(1475)  | 1475 ± 4       | 0+                    | 0−+                    | 0                 | 0                 | 0                  |                                            |
| π(1800)  | 1810 ± 11      | 1−                    | 0−+                    | 0                 | 0                 | 0                  |                                            |
| ηc(2S)   | 3637,5 ± 1,1   | 0+                    | 0−+                    | 0                 | 0                 | 0                  |                                            |

## Vektormesonen

### Grundzustände
| Teilchen- name          | Teilchen        | Anti- Teilchen  | Quark- Zusammen- setzung                                                 | Masse (MeV/c2) | {\displaystyle I^{G}} | {\displaystyle J^{PC}} | {\displaystyle Q(e)} | {\displaystyle S} | {\displaystyle C} | {\displaystyle B'} | Lebensdauer (s)        | zerfällt vorwiegend in (>5 % der Zerfälle)                 |
| ----------------------- | --------------- | --------------- | ------------------------------------------------------------------------ | -------------- | --------------------- | ---------------------- | -------------------- | ----------------- | ----------------- | ------------------ | ---------------------- | ---------------------------------------------------------- |
| ρ-Meson                 | ρ+ = ρ(770)+    | ρ− = ρ(770)−    | ud                                                                       | 775,26(25)     | 1+                    | 1−                     | +1                   | 0                 | 0                 | 0                  | ≅ 4,5 · 10−24 (f) (g)  | ~100%: π± + π0                                             |
| ρ-Meson                 | ρ0 = ρ(770)0    | selbst          | {\displaystyle \mathrm {\tfrac {u{\bar {u}}-d{\bar {d}}}{\sqrt {2}}} \,} | 775,26(25)     | 1+                    | 1−−                    | 0                    | 0                 | 0                 | 0                  | ≅ 4,5 · 10−24 (f) (g)  | ~100%: π+ + π−                                             |
| ω-Meson                 | ω = ω(782)      | selbst          | {\displaystyle \mathrm {\tfrac {u{\bar {u}}+d{\bar {d}}}{\sqrt {2}}} \,} | 782,65(12)     | 0−                    | 1−−                    | 0                    | 0                 | 0                 | 0                  | 7,75(7) · 10−23 (f)    | 89%: π+ + π− + π0 8%: π0 + γ                               |
| φ-Meson                 | φ = φ(1020)     | selbst          | s                                                                        | 1019,461(16)   | 0−                    | 1−−                    | 0                    | 0                 | 0                 | 0                  | 1,55(1) · 10−22 (f)    | 49%: K+ + K− 34%: KS + KL 15%: (ρ + π) oder (π+ + π− + π0) |
| J/ψ-Meson               | J/ψ = J/ψ(1S)   | selbst          | c                                                                        | 3096,900(6)    | 0−                    | 1−−                    | 0                    | 0                 | 0                 | 0                  | 7,09(21) · 10−21 (f)   | 64%: g + g + g 9%: γ + g + g 6%: e+ + e− 6%: μ+ + μ−       |
| Υ-Meson                 | Υ = Υ(1S)       | selbst          | b                                                                        | 9460,30(26)    | 0−                    | 1−−                    | 0                    | 0                 | 0                 | 0                  | 1,22(3) · 10−20 (f)    | 82%: g + g + g                                             |
| Kaon                    | K*+ = K*(892)+  | K*− = K*(892)−  | us                                                                       | 891,76(25)     | 1⁄2                   | 1−                     | +1                   | +1                | 0                 | 0                  | ≅ 1,30 · 10−23 (f) (g) | ~100%: K + π                                               |
| Kaon                    | K*0 = K*(892)0  | K*0 = K*(892)0  | ds                                                                       | 895,55(20)     | 1⁄2                   | 1−                     | 0                    | +1                | 0                 | 0                  | 1,35(2) · 10−23 (f)    | ~100%: K + π                                               |
| D-Meson                 | D*+ = D*(2010)+ | D*− = D*(2010)− | cd                                                                       | 2010,26(5)     | 1⁄2                   | 1−                     | +1                   | 0                 | +1                | 0                  | 6,9(19) · 10−21 (f)    | 67%: D0 + π+ 30%: D+ + π0                                  |
| D-Meson                 | D*0 = D*(2007)0 | D*0 = D*(2007)0 | cu                                                                       | 2006,85(5)     | 1⁄2                   | 1−                     | 0                    | 0                 | +1                | 0                  | >3,1 · 10−22 (f)       | 64%: D0 + π0 35%: D0 + γ                                   |
| D-Meson mit Strangeness | Ds*+            | Ds*−            | cs                                                                       | 2112,1(4)      | 0                     | 1−                     | +1                   | +1                | +1                | 0                  | >3,4 · 10−22 (f)       | 93%: Ds+ + γ 6%: Ds+ + π0                                  |
| B-Meson                 | B*+             | B*−             | ub                                                                       | 5324,70(22)    | 1⁄2                   | 1−                     | +1                   | 0                 | 0                 | +1                 | unbekannt              | B+ + γ                                                     |
| B-Meson                 | B*0             | B*0             | db                                                                       | 5324,70(22)    | 1⁄2                   | 1−                     | 0                    | 0                 | 0                 | +1                 | unbekannt              | B0 + γ                                                     |
| B-Meson mit Strangeness | Bs*0            | Bs*0            | sb                                                                       | 5415,4(1,8)    | 0                     | 1−                     | 0                    | −1                | 0                 | +1                 | unbekannt              | Bs0+γ                                                      |
| B-Meson mit Charm (h)   | Bc*+            | Bc*−            | cb                                                                       | unbekannt      | 0                     | 1−                     | +1                   | 0                 | +1                | +1                 | unbekannt              | unbekannt                                                  |

### Weitere Zustände
| Teilchen   | Masse (MeV/c2)   | {\displaystyle I^{G}} | {\displaystyle J^{PC}} | {\displaystyle S} | {\displaystyle C} | {\displaystyle B'} | zerfällt vorwiegend in (>5 % der Zerfälle)                                         |
| ---------- | ---------------- | --------------------- | ---------------------- | ----------------- | ----------------- | ------------------ | ---------------------------------------------------------------------------------- |
| π1(1400)   | 1354 ± 25        | 1−                    | 1−+                    | 0                 | 0                 | 0                  |                                                                                    |
| ω(1420)    | 1410 ± 60        | 0−                    | 1−−                    | 0                 | 0                 | 0                  |                                                                                    |
| ρ(1450)    | 1465 ± 25        | 1+                    | 1−−                    | 0                 | 0                 | 0                  |                                                                                    |
| π1(1600)   | 1660 ± 15        | 1−                    | 1−+                    | 0                 | 0                 | 0                  |                                                                                    |
| ω(1650)    | 1670 ± 30        | 0−                    | 1−−                    | 0                 | 0                 | 0                  |                                                                                    |
| φ(1680)    | 1680 ± 20        | 0−                    | 1−−                    | 0                 | 0                 | 0                  |                                                                                    |
| ρ(1700)    | 1720 ± 20        | 1+                    | 1−−                    | 0                 | 0                 | 0                  |                                                                                    |
| φ(2170)    | 2160 ± 80        | 0−                    | 1−−                    | 0                 | 0                 | 0                  |                                                                                    |
| K*(1410)   | 1414 ± 15        | 1⁄2                   | 1−                     | +1                | 0                 | 0                  |                                                                                    |
| K*(1680)   | 1718 ± 18        | 1⁄2                   | 1−                     | +1                | 0                 | 0                  |                                                                                    |
| Ds1*(2700) | 2708,3 ± 4,0     | 0                     | 1−                     | +1                | +1                | 0                  |                                                                                    |
| ψ(2S)      | 3686,097 ± 0,025 | 0−                    | 1−−                    | 0                 | 0                 | 0                  | 35%: J/ψ(1S) π+ π− 18%: J/ψ(1S) π0 π0 10%: χc0(1P) γ 10%: χc1(1P) γ 10%: χc2(1P) γ |
| ψ(3770)    | 3773,13 ± 0,35   | 0−                    | 1−−                    | 0                 | 0                 | 0                  | 52%: D0 D0 41%: D+ D−                                                              |
| ψ(4040)    | 4039 ± 1         | 0−                    | 1−−                    | 0                 | 0                 | 0                  |                                                                                    |
| ψ(4160)    | 4191 ± 5         | 0−                    | 1−−                    | 0                 | 0                 | 0                  |                                                                                    |
| ψ(4230)    | 4220 ± 15        | 0−                    | 1−−                    | 0                 | 0                 | 0                  |                                                                                    |
| ψ(4360)    | 4368 ± 13        | 0−                    | 1−−                    | 0                 | 0                 | 0                  |                                                                                    |
| ψ(4415)    | 4421 ± 4         | 0−                    | 1−−                    | 0                 | 0                 | 0                  |                                                                                    |
| ψ(4660)    | 4633 ± 7         | 0−                    | 1−−                    | 0                 | 0                 | 0                  |                                                                                    |
| Υ(2S)      | 10023,26 ± 0,31  | 0−                    | 1−−                    | 0                 | 0                 | 0                  | 18%: Υ(1S) π+ π− 9%: Υ(1S) π0 π0 7%: χb2(1P) γ 7%: χb1(1P) γ                       |
| Υ(3S)      | 10355,2 ± 0,5    | 0−                    | 1−−                    | 0                 | 0                 | 0                  | 13%: χb2(2P) γ 13%: χb1(2P) γ 6%: χb0(2P) γ                                        |
| Υ(4S)      | 10579,4 ± 1,2    | 0−                    | 1−−                    | 0                 | 0                 | 0                  | 51%: B+ B− 49%: B0 B0                                                              |
| Υ(10860)   | 10885,2 ± 2,6    | 0−                    | 1−−                    | 0                 | 0                 | 0                  |                                                                                    |
| Υ(11020)   | 11000 ± 4        | 0−                    | 1−−                    | 0                 | 0                 | 0                  |                                                                                    |

## Skalarmesonen
Die Zusammensetzung von Skalarmesonen ist weitgehend noch unbekannt und Gegenstand aktueller Forschungen. Viele davon werden als mögliche Glueball- oder Tetraquark-Kandidaten diskutiert.
| Teilchen        | Masse (MeV/c2) | {\displaystyle I^{G}} | {\displaystyle J^{PC}} | {\displaystyle S} | {\displaystyle C} | {\displaystyle B'} | zerfällt vorwiegend in (>5 % der Zerfälle)        |
| --------------- | -------------- | --------------------- | ---------------------- | ----------------- | ----------------- | ------------------ | ------------------------------------------------- |
| f0(500) oder σ  | 400–550        | 0+                    | 0++                    | 0                 | 0                 | 0                  | dominant: π + π                                   |
| f0(980)         | 990 ± 20       | 0+                    | 0++                    | 0                 | 0                 | 0                  | dominant: π + π                                   |
| a0(980)         | 980 ± 20       | 1−                    | 0++                    | 0                 | 0                 | 0                  | dominant: η + π                                   |
| f0(1370)        | 1200–1500      | 0+                    | 0++                    | 0                 | 0                 | 0                  | dominant: ρ + ρ                                   |
| a0(1450)        | 1474 ± 19      | 1−                    | 0++                    | 0                 | 0                 | 0                  | ω + π + π                                         |
| f0(1500)        | 1504 ± 6       | 0+                    | 0++                    | 0                 | 0                 | 0                  | 50%: π + π + π + π 35%: π + π 9%: K + K 5%: η + η |
| f0(1710)        | 1723 ± 6       | 0+                    | 0++                    | 0                 | 0                 | 0                  |                                                   |
| K0*(700) oder κ | 824 ± 30       | 1⁄2                   | 0+                     | +1                | 0                 | 0                  |                                                   |
| K0*(1430)       | 1425 ± 50      | 1⁄2                   | 0+                     | +1                | 0                 | 0                  | 93%: K + π 9%: K + η                              |
| D0*(2300)0      | 2300 ± 19      | 1⁄2                   | 0+                     | 0                 | +1                | 0                  | beobachtet: D+ + π−                               |
| Ds0*(2317)+     | 2317,8 ± 0,5   | 0                     | 0+                     | +1                | +1                | 0                  | beobachtet: Ds+ + π0                              |
| χc0(1P)         | 3414,71 ± 0,30 | 0+                    | 0++                    | 0                 | 0                 | 0                  |                                                   |
| χb0(1P)         | 9859,44 ± 0,42 | 0+                    | 0++                    | 0                 | 0                 | 0                  |                                                   |
| χb0(2P)         | 10232,5 ± 0,5  | 0+                    | 0++                    | 0                 | 0                 | 0                  |                                                   |

## Pseudovektor-Mesonen
| Teilchen   | Masse (MeV/c2)  | {\displaystyle I^{G}} | {\displaystyle J^{PC}} | {\displaystyle S} | {\displaystyle C} | {\displaystyle B'} | zerfällt vorwiegend in (>5 % der Zerfälle)                |
| ---------- | --------------- | --------------------- | ---------------------- | ----------------- | ----------------- | ------------------ | --------------------------------------------------------- |
| h1(1170)   | 1166 ± 6        | 0−                    | 1+−                    | 0                 | 0                 | 0                  | beobachtet: ρ + π                                         |
| b1(1235)   | 1229,5 ± 3,2    | 1+                    | 1+−                    | 0                 | 0                 | 0                  | dominant: ω + π                                           |
| a1(1260)   | 1230 ± 40       | 1−                    | 1++                    | 0                 | 0                 | 0                  |                                                           |
| f1(1285)   | 1281,9 ± 0,5    | 0+                    | 1++                    | 0                 | 0                 | 0                  | 34%: π + π + π + π 52%: η + π + π 9%: K + K + π           |
| h1(1415)   | 1416 ± 8        | 0−                    | 1+−                    | 0                 | 0                 | 0                  |                                                           |
| f1(1420)   | 1426,4 ± 0,9    | 0+                    | 1++                    | 0                 | 0                 | 0                  | dominant: K + K + π                                       |
| a1(1640)   | 1655 ± 16       | 1−                    | 1++                    | 0                 | 0                 | 0                  |                                                           |
| K1(1270)   | 1272 ± 7        | 1⁄2                   | 1+                     | +1                | 0                 | 0                  | 42%: K + ρ 28%: K0*(1430) + π 16%: K*(892) + π 11%: K + ω |
| K1(1400)   | 1403 ± 7        | 1⁄2                   | 1+                     | +1                | 0                 | 0                  | 94%: K*(892) + π                                          |
| D1(2420)0  | 2420,8 ± 0,5    | 1⁄2                   | 1+                     | 0                 | +1                | 0                  | beobachtet: D*(2010)+ + π− beobachtet: D0 + π+ + π−       |
| Ds1(2460)+ | 2459,5 ± 0,6    | 0                     | 1+                     | +1                | +1                | 0                  | 48%: Ds*+ + π0 18%: Ds+ + γ                               |
| Ds1(2536)+ | 2535,11 ± 0,06  | 0                     | 1+                     | +1                | +1                | 0                  | D*(2007)0 + K+ D*(2010)+ + K0                             |
| B1(5721)+  | 5725,9 ± 2,7    | 1⁄2                   | 1+                     | 0                 | 0                 | +1                 | beobachtet: B*0 + π+                                      |
| B1(5721)0  | 5726,0 ± 1,3    | 1⁄2                   | 1+                     | 0                 | 0                 | +1                 | dominant: B*+ + π−                                        |
| Bs1(5830)0 | 5828,63 ± 0,27  | 0                     | 1+                     | −1                | 0                 | +1                 | dominant: B*+ + K−                                        |
| χc1(1P)    | 3510,67 ± 0,05  | 0+                    | 1++                    | 0                 | 0                 | 0                  | 34%: J/ψ(1S) + γ                                          |
| hc(1P)     | 3525,38 ± 0,11  | 0−                    | 1+−                    | 0                 | 0                 | 0                  | 51%: ηc(1S) + γ                                           |
| χc1(3872)  | 3871,69 ± 0,17  | 0+                    | 1++                    | 0                 | 0                 | 0                  | 32%: D0 + D0 + π0 24%: D0 + D*0                           |
| Zc(3900)   | 3887,2 ± 2,3    | 1+                    | 1+−                    | 0                 | 0                 | 0                  |                                                           |
| Zc(4430)   | 4478 ± 18       | 1+                    | 1+−                    | 0                 | 0                 | 0                  |                                                           |
| χc1(4140)  | 4146,8 ± 2,4    | 0+                    | 1++                    | 0                 | 0                 | 0                  |                                                           |
| χc1(4274)  | 4274 ± 8        | 0+                    | 1++                    | 0                 | 0                 | 0                  |                                                           |
| χb1(1P)    | 9892,78 ± 0,31  | 0+                    | 1++                    | 0                 | 0                 | 0                  | 35%: Υ(1S) + γ                                            |
| hb(1P)     | 9899,3 ± 0,8    | 0−                    | 1+−                    | 0                 | 0                 | 0                  | 52%: ηb(1S) + γ                                           |
| χb1(2P)    | 10255,46 ± 0,50 | 0+                    | 1++                    | 0                 | 0                 | 0                  | 10%: Υ(1S) + γ 18%: Υ(2S) + γ                             |
| χb1(3P)    | 10513,4 ± 0,7   | 0+                    | 1++                    | 0                 | 0                 | 0                  | beobachtet: Υ(1S) + γ, Υ(2S) + γ, Υ(3S) + γ               |
| Zb(10610)  | 10607,2 ± 2,0   | 1+                    | 1+−                    | 0                 | 0                 | 0                  |                                                           |
| Zb(10650)  | 10652,2 ± 1,5   | 1+                    | 1+−                    | 0                 | 0                 | 0                  |                                                           |

## Tensor-Mesonen
| Teilchen    | Masse (MeV/c2)  | {\displaystyle I^{G}} | {\displaystyle J^{PC}} | {\displaystyle S} | {\displaystyle C} | {\displaystyle B'} | zerfällt vorwiegend in (>5 % der Zerfälle)                 |
| ----------- | --------------- | --------------------- | ---------------------- | ----------------- | ----------------- | ------------------ | ---------------------------------------------------------- |
| f2(1270)    | 1275,5 ± 0,8    | 0+                    | 2++                    | 0                 | 0                 | 0                  | 84%: π + π 11%: π + π + π + π 5%: K + K                    |
| a2(1320)    | 1318,3 ± 0,6    | 1−                    | 2++                    | 0                 | 0                 | 0                  | 70%: π + π + π 14%: η + π 11%: ω + π + π 5%: K + K         |
| f′2(1525)   | 1517,4 ± 2,5    | 0+                    | 2++                    | 0                 | 0                 | 0                  | 89%: K + K 10%: η + η                                      |
| η2(1645)    | 1617 ± 5        | 0+                    | 2−+                    | 0                 | 0                 | 0                  |                                                            |
| π2(1670)    | 1670,6 ± 2,9    | 1−                    | 2−+                    | 0                 | 0                 | 0                  | 96%: π + π + π                                             |
| a2(1700)    | 1705 ± 40       | 1−                    | 2++                    | 0                 | 0                 | 0                  |                                                            |
| η2(1870)    | 1842 ± 8        | 0+                    | 2−+                    | 0                 | 0                 | 0                  |                                                            |
| π2(1880)    | 1874 ± 26       | 1−                    | 2−+                    | 0                 | 0                 | 0                  |                                                            |
| f2(1950)    | 1936 ± 12       | 0+                    | 2++                    | 0                 | 0                 | 0                  |                                                            |
| f2(2010)    | 2011 ± 80       | 0+                    | 2++                    | 0                 | 0                 | 0                  |                                                            |
| f2(2300)    | 2297 ± 28       | 0+                    | 2++                    | 0                 | 0                 | 0                  |                                                            |
| f2(2340)    | 2345 ± 50       | 0+                    | 2++                    | 0                 | 0                 | 0                  |                                                            |
| K2*(1430)+  | 1427,3 ± 1,5    | 1⁄2                   | 2+                     | +1                | 0                 | 0                  | 50%: K + π 25%: K*(892) + π 13%: K*(892) + π + π 9%: K + ρ |
| K2*(1430)0  | 1432,4 ± 1,3    | 1⁄2                   | 2+                     | +1                | 0                 | 0                  | 50%: K + π 25%: K*(892) + π 13%: K*(892) + π + π 9%: K + ρ |
| K2(1770)    | 1773 ± 8        | 1⁄2                   | 2−                     | +1                | 0                 | 0                  | dominant: K2*(1430) + π                                    |
| K2(1820)    | 1819 ± 12       | 1⁄2                   | 2−                     | +1                | 0                 | 0                  |                                                            |
| D2*(2460)0  | 2460,7 ± 0,4    | 1⁄2                   | 2+                     | 0                 | +1                | 0                  | beobachtet: D+ + π− beobachtet: D*(2010)+ + π−             |
| D2*(2460)+  | 2465,4 ± 1,3    | 1⁄2                   | 2+                     | 0                 | +1                | 0                  | beobachtet: D0 + π+ beobachtet: D*(2007)0 + π+             |
| Ds2*(2573)+ | 2569,1 ± 0,8    | 0                     | 2+                     | +1                | +1                | 0                  | beobachtet: D0 + K+                                        |
| B2*(5747)+  | 5737,2 ± 0,7    | 1⁄2                   | 2+                     | 0                 | 0                 | +1                 | beobachtet: B0 + π+ beobachtet: B*0 + π+                   |
| B2*(5747)0  | 5739,5 ± 0,7    | 1⁄2                   | 2+                     | 0                 | 0                 | +1                 | dominant: B+ + π− dominant: B*+ + π−                       |
| Bs2*(5840)0 | 5839,85 ± 0,12  | 0                     | 2+                     | −1                | 0                 | +1                 | dominant: B+ + K−                                          |
| χc2(1P)     | 3556,17 ± 0,07  | 0+                    | 2++                    | 0                 | 0                 | 0                  | 19%: J/ψ(1S) + γ                                           |
| ψ2(3823)    | 3822,2 ± 1,2    | 0−                    | 2−−                    | 0                 | 0                 | 0                  | beobachtet: χc1 + γ                                        |
| χc2(3930)   | 3922,2 ± 1,0    | 0+                    | 2++                    | 0                 | 0                 | 0                  |                                                            |
| χb2(1P)     | 9912,21 ± 0,31  | 0+                    | 2++                    | 0                 | 0                 | 0                  | 19%: Υ(1S) + γ                                             |
| Υ2(1D)      | 10163,7 ± 1,4   | 0−                    | 2−−                    | 0                 | 0                 | 0                  | beobachtet: Υ(1S) + γ + γ                                  |
| χb2(2P)     | 10268,65 ± 0,50 | 0+                    | 2++                    | 0                 | 0                 | 0                  | 9%: Υ(2S) + γ 6%: Υ(1S) + γ                                |
| χb2(3P)     | 10524,0 ± 0,8   | 0+                    | 2++                    | 0                 | 0                 | 0                  |                                                            |